# Бойко, Николай Константинович
Николай Константинович Бойко (род. 1947) — украинский деятель аграрного комплекса, винодел. Возглавлял стуктурные подразделения, а в 1987-2015 годах генеральный директор объединения «Массандра». Герой Украины (2009). 

## Биография
Родился 2 января 1947 года в селе Благодатное, Петровского района Ставропольского края. Отец — Бойко Константин Яковлевич — 1914 года рождения. Мать — Бойко Софья Ивановна — 1912 года рождения (умерла в возрасте 105 лет).
В 1964 году закончил Благодатненскую среднюю школу. В 1965 году поступил в Ставропольский сельскохозяйственный институт, который с отличием закончил в 1970 году по специальности «ученый агроном». С 1970 по 1976 год работал в колхозе «Украина» Кировского района Крымской области в должности старшего агронома по многолетним насаждениям. С 1976 по 1982 год — главный агроном совхоза-завода «Алушта», ПАО «Массандра».
С 1982 по 1987 год — директор совхоза-завод «Таврида», ПАО «Массандра». С 1987 по февраль 2015 года — генеральный директор Государственного Концерна Национального производственно-аграрного объединения «Массандра».
За книгу Коллекционные вина НПАО «Массандра» в 2006 году награждён премией имени профессора Г. Н. Валуйко.
В 1994—2006 годах — депутат Ялтинского городского совета.

## Семья
Женат. Дети:
- Бойко Алексей Николаевич — 1968 года рождения;
- Бойко Геннадий Николаевич — 1968 года рождения;
- Бойко Иван Николаевич — 2013 года рождения.

## Награды и звания
Награждён медалью «За трудовое отличие», орденом «Знак почёта», Заслуженный работник сельского хозяйства Украины, Заслуженный работник виноградарства и виноделия АРК (2006), лауреат Премии АРК (2004).
Звание Герой Украины (с вручением ордена Державы, 19 августа 2009 — за выдающиеся личные заслуги перед Украиной в сохранении и приумножении лучших традиций отечественного виноградарства и виноделия, многолетний плодотворный труд).
Награждён орденом «За заслуги» III степени (2007), Почётной грамотой Верховной Рады Автономной Республики Крым (1998). 2 мая 2018 года был лишён государственных наград Украины и других знаков отличия в соответствии с решением Совета национальной безопасности и обороны Украины.